# Лима (Хондурас)
Вижте пояснителната страница за други значения на Лима.
Ла Лима (на испански: La Lima) е град в департамент Кортес, Хондурас. Населението на града през 2010 година е 59 030 души.